# 制限要因
制限要因（せいげんよういん）とは、ある事象や現象、働きが複数の要素の影響で起こる場合に、その全体の働き方を決める要素のことである。具体的には一番不足する要素のこととなる。限定要因（げんていよういん）という語もあり、また限定要素（－ようそ）、制限要素、同じく制限（限定）因子（－いんし）など、いずれもほぼ同義に使われる。

## 概要
たとえばあるものを作るのに原料が複数ある場合、そのそれぞれが過不足なく揃うことはあまり多くない。どうしても余るもの、足りないものが生じる。この時、完成できるそのものの数は、原料の中で一番少ないものの数によって決まる。この時、この一番たりないものの量そのものが全体の完成量の制限となるので、これを制限要因(limiting factor)という。生物の体内の反応や成長などでは、その仕組みや働きが複雑なので、個々の要素の影響ははっきりとは現れづらいこともあるが、特に不足する要因があった場合には、それ以外の要因の増減があまり影響を与えない、と言うような形で見られる。
このようなことは、往々にして桶で説明される。桶の側壁は複数の板を並べて外から締めたものである。その壁の高さはその中に入れられる水の量を決める。もし、それらの板の長さに違いがあった場合、中に入る水の水面は一番背の低い板のそれになるだろう。これが制限要因である。これは後述の最小律に関連して使われることが多い。
実際には要因は原料とは限らない。また何が制限要因となるかによってその影響も変わる。たとえばものを作るには道具もエネルギーも必要だから、原料があってもエネルギーがたりない場合にはエネルギーが限定要因となるであろう。道具が不足する場合は、時間をかければ原料すべてを処理できるであろうから、総生産量については制限要因とならない。しかし道具が少なければ効率は下がるから、生産速度を見た場合には制限要因となることがわかる。
この語彙は理科教育の中では特に光合成に関わって説明されることが多いため、この分野に固有のもののようにいわれることがあるが、そういうことはない。

## 具体例
たとえば植物の光合成では、原料としては水と二酸化炭素が必要で、エネルギー源としては光が、また背景となる条件としては温度が強く影響する。温暖な地上では光はどこでもまず十分に存在する。逆に二酸化炭素は地球の大気にはごく希薄であるが、地域による濃度差はあまりなく、また供給そのものは不足しない。これに対して、地球上の地域によって、水と温度には非常に大きな差がある。したがって植物の分布には温度と水条件がきわめて強く影響する。同一の気候帯であれば、水条件が制限要因となり、多ければ森林が成立し、極端に少なければ砂漠となる。
他方、植物の生長を見ると、光合成の生産量と共に、窒素分などの肥料分が重要になる。肥料を与えて成長がはっきり異なることから、植物の生長に対しては肥料分が制限要因として機能していることがわかる。これは恒久的な組織を持たない海藻で特に明確で、海藻は初夏までに成長を終え、夏には枯れてなくなる。これは冬の間に作られる海水中の肥料分の蓄積をこの時期までに使い尽くしてしまうからと言われる。

### 栄養に関して
最少量の法則（最少律ともいう）はこのような考え方を栄養補給に当てはめたものである。これはリービッヒが1843年に唱えたもので、植物の栄養吸収について研究した結果、土壌から吸収されるのが様々な無機塩類であることを発見、それらの量が植物の生長に影響することから、その中で最も不足する成分が成長の全体量を決めるものとした。たとえば窒素源が不足している場合、いくら硫黄やリンを含む肥料を与えても生産量は向上しない、ということである。
ただし、実際には各成分の必要量は単純な絶対量だけでは決まらず、相対的な量なども影響するため、このように単純に最小の要素で決まる、と言うことはない。そのため大まかな考え方程度に把握するべきものである。

## 分析に利用する場合
なお、光合成の研究初期には、その機構の分析に制限要因が利用されたことでも有名である。具体的には19世紀半ばには光合全体としての反応のあり方、たとえば発生する酸素と消費される二酸化炭素量が等しいことなどが明らかにされていたが、詳細な反応を分析することは当時の技術では出来なかった。このころイギリスのブラックマンらは温度、光、二酸化炭素濃度などを様々に変えながら光合成速度を調べる実験を行なった。光合成速度は二酸化炭素の吸収量などを目安とする。すると、以下のような事実が判明した。
- 普通の光の量のもと、温度を変えながら光合成速度を調べた場合、普通の温度の範囲では高温ほど光合成速度が増加するが、温度が40℃程度から上では急速に減速する。
- ところが光の量を特に少なくした場合、40℃くらいまでの範囲では光合成速度にほとんど差が出なかった。

これは言い換えると光が十分にあるときには温度によって光合成速度が決まる、つまり温度が制限要因となる。しかし光が大きく不足する条件では異なった結果が生じている。つまり光の量が制限要因となっている状況では温度の影響が出ないということである。このようなことから、ワールブルクは以下のような推定をした。
- 光合成には二つの局面があり、一つは光エネルギーの取り込みに関わるもの、もう一つはそれを用いて炭酸同化を行うものである。そして前者は温度の影響をあまり受けず、後者については温度が大きく影響する。

この考えは光合成における制限要因説と呼ばれた。ような研究は光合成反応の解明に多大な影響を与え、以降の研究の方向を決めるものであった。後にこれらは連続する二つのやや独立した反応を構成するものと考えられ、前者は明反応、後者は暗反応と呼ばれるようになった。

## 応用
何かを改善する場合、それに関わる要素の中でどれが制限要因となっているかを明らかにするのが有効な場合がある。
たとえば農作物の場合、もしも肥料に関わる成分のどれかが制限要因となっていることが判明すれば、その成分を補ってやることによって増産が期待できる。この場合、その成分が他の成分に比べて不足している訳なので、理論的にはその不足分を補う量までは、肥料の追加によって生産量が増加する。しかしこれを超えて追加してももはや増加はない。他の成分や要素が新たな制限要因となるためである。